# Diploma Europeo de Áreas Protegidas
El Diploma Europeo de Áreas Protegidas, establecido en 1965, es un diploma otorgado por el Consejo de Europa a áreas protegidas (naturales o seminaturales) de excepcional interés conservacionista europeo. Se otorga por un período de cinco años y es renovable. Más de 60 áreas en 23 estados han recibido el premio hasta el momento.

## Áreas premiadas
Armenia
- Reserva estatal forestal de Khosrov

Austria
- Cataratas Krimml
- Parque nacional Thayatal
- Wachau

Bielorrusia
- Reserva de naturaleza Berezinsky

Bélgica
- Hautes Fagnes

República Checa
- Área de Paisaje protegido Biele Karpaty
- Reserva de Naturaleza Nacional Karlštejn
- Podyjí

Estonia
- Parque nacional de Matsalu

Finlandia
- Parque Nacional Archipiélago Ekenäs
- Parque nacional de Seitseminen

Francia
- Camargua Reserva nacional
- Parque nacional de Écrins
- Parque nacional de Mercantour
- Parque nacional Port-Cros
- Reserva de naturaleza de Scandola
- Parque nacional de la Vanoise

Alemania
- Bosque bávaro Parque Nacional
- Parque nacional de Berchtesgaden
- Brezal de Luneburgo
- Parque natural alemán-luxemburgués
- Reserva de naturaleza de Siebengebirge
- Weltenburger Enge Reserva de naturaleza
- Wollmatinger Ried Reserva de naturaleza
- Wurzacher Ried Reserva de naturaleza

Grecia
- Parque nacional de Samaria

Hungría
- Área de Conservación de la naturaleza de Ipolytarnóc
- Área Protegida de las colinas Szenas
- Península de Tihany

Italia
- Parque nacional del Gran Paraíso
- Maremma Parque de naturaleza
- Parque de Naturaleza de Alpes marítimo
- Reserva de Naturaleza de la isla Montecristo
- Parque natural de Migliarino, San Rossore, Massaciuccoli
- Parque nacional de los Abruzos, Lacio y Molise
- Reserva de Naturaleza integral Sasso Fratino

Luxemburgo
- Parque natural alemán-luxemburgués

Países Bajos
- De Boschplaat
- Weerribben
- Oostvaardersplassen
- Naardermeer

Polonia
- Bosque de Białowieża
- Parque nacional Bieszczady

Rumanía
- Delta del Danubio
- Parque nacional Piatra Craiului
- Parque nacional Retezat

Rusia
- Reserva de Biosfera nacional de Oka
- Reserva de Naturaleza estricta de Kostomuksha
- Reserva nacional de Teberdá
- Reserva de biosfera Tsentralno-Chernozemny

Eslovaquia
- Parque nacional de Poloniny
- Reserva de Naturaleza nacional de Dobrocsky

Eslovenia
- Parque nacional del Triglav

España
- Parque nacional de Doñana
- Parque nacional de Ordesa y Monte Perdido
- Teide

Suecia
- Muddus
- Parque nacional Sarek
- Parque nacional de Store Mosse
- Reserva de naturaleza de Bullerö

Suiza
- Parque Nacional suizo

Turquía
- Parque nacional Kuşcenneti

Ucrania
- Reserva de la Biosfera de los Cárpatos

Reino Unido
- Parque Nacional Peak District
- Reserva de naturaleza Minsmere
- Reserva de Naturaleza nacional Beinn Eighe
- Purbeck Costa patrimonio
- Isla Fair Área Escénica Nacional